# Каллифороз

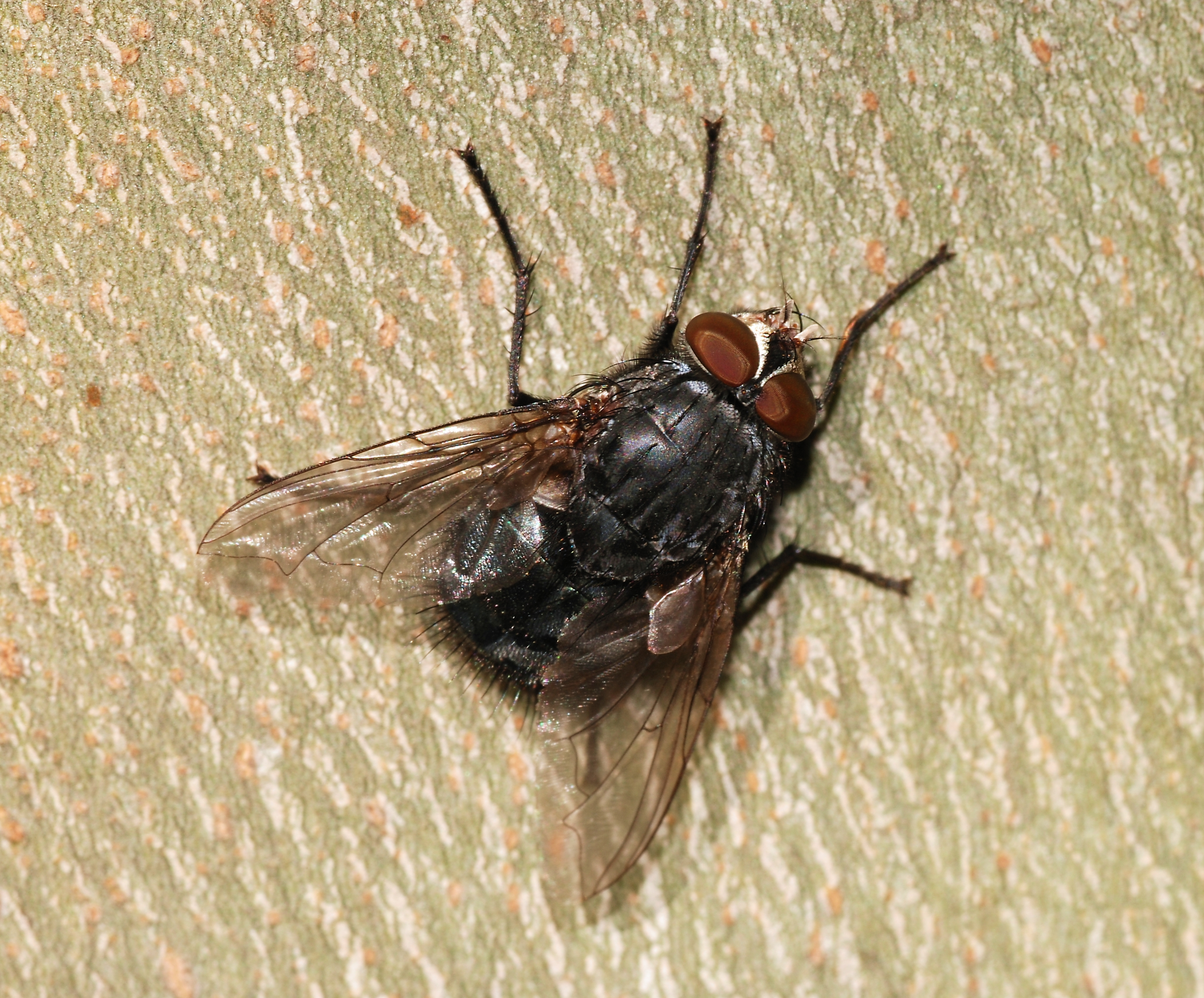
Calliphora vicina

Каллифороз (Calliphorosis) — энтомоз, вызванный паразитированием личинок мух рода Calliphora.

## Этимология
Возбудитель — Красноголовая синяя падальница Calliphora vicina (син. Calliphora erythrocephala; семейство Calliphoridae, отряд Diptera) широко распространена в умеренных зонах Северного полушария Старого и Нового Света, а также в Южной Африке.
За год C. vicina при температуре 27˚ C даёт до пяти поколений. Самка C. vicina может отложить до 300 яиц. 
Мухи откладывают яйца на свежие трупы или на открытые раны.
Инвазии способствует бактериальная инфекция.
Личинки Calliphora vicina помогают в судебной медицине определять время смерти.

## Патогенез
Личинки могут в редких случаях вызывать миаз у человека.
Личинки Calliphora vicina могут паразитировать в ранах (см. Кожный миаз).
Известны случаи отомиаза, вызванного личинками Calliphora у ребёнка. 
Также миаз у новорождённых может вызывать Calliphora terraenovae. Другой вид, Calliphora vomitoria тоже вызывает миаз.
Инвазии личинками Calliphora способствуют психические болезни.
Личинки Calliphora могут поражать также глаза (см. Офтальмомиаз) и паразитировать в области гениталий (см. Мочеполовой миаз).
Личинки этих мух могут вызывать и кишечный миаз.